# Estadi Heliodoro Rodríguez López

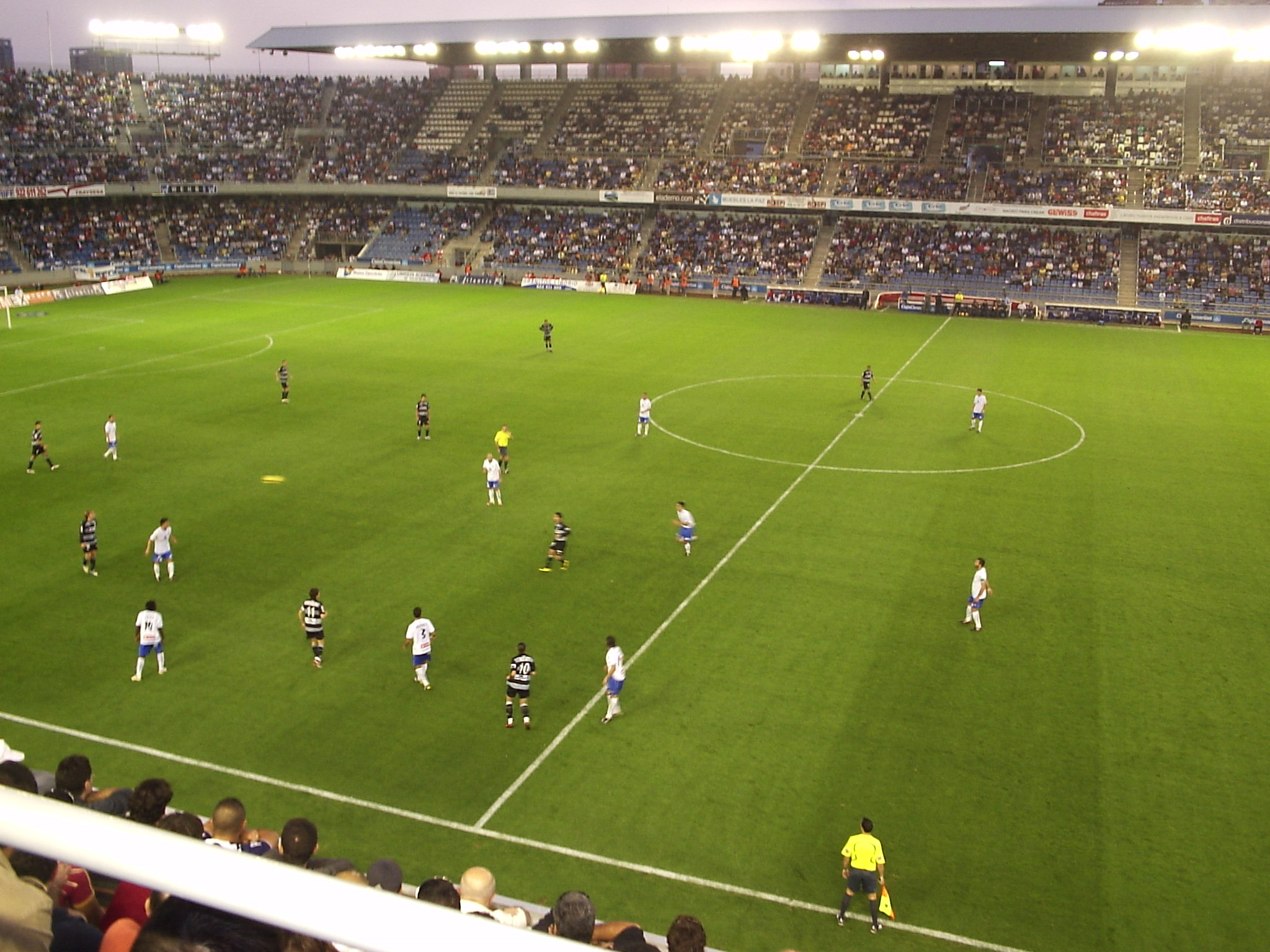
Partit entre el CD Tenerife i la Reial Societat, la temporada 2008-2009

L'Estadi Heliodoro Rodríguez López és el terreny de joc on el Club Esportiu Tenerife, equip de futbol espanyol, juga els seus partits com conjunt local. Situat en Santa Cruz de Tenerife, Illes Canàries. Té unes dimensions de 107 x 70 metres, el que el converteix en l'estadi amb la major superfície de terreny de joc de les Illes Canàries.

## Història
Va ser inaugurat el 25 de juliol de 1925 sota la denominació original de Stadium. El 1950 s'aprova canviar el nom al de Heliodoro Rodríguez López, en reconeixement del que fou president del club. Heliodoro Rodríguez López, en efecte, va plantejar un projecte avantguardista per a la remodelació total de l'estadi en aquella època, encara que finalment no es va respectar i l'estructura de l'estadi va acabar sent pràcticament distinta per a cada graderia.
L'Estadi és propietat del Cabildo de Tenerife. A mitjans dels anys seixanta el Cabildo de Tenerife va assumir la propietat de l'estadi a canvi de sufragar el deute de l'equip; poc temps després el CD Tenerife va recuperar l'estadi i ho va reincorporar al seu patrimoni; no obstant això, una dècada després es va repetir la delicada situació econòmica, amb el qual, avui dia, l'estadi segueix sent propietat del Cabildo de Tenerife.
En la dècada dels noranta, amb motiu del retorn a Primera Divisió de l'equip, va ser sotmès a una remodelació total, encarregada a l'arquitecte Carlos Schwartz, seguint un disseny basat en el Mini Estadi, estadi del planter del Futbol Club Barcelona, encara que molts ho comparen amb la Bombonera. La culminació de l'última fase data de l'any 2001.
La mateixa reforma de l'estadi va comportar el canvi d'algunes característiques bàsiques de les graderies. Les dues graderies laterals, Tribuna i San Sebastián (situada en el carrer del mateix nom) van ser derrocades i reconstruïdes, mantenint la mateixa planta. No obstant això, els dos fons van canviar substancialment. General dempeus, que era recta, va passar a tenir una lleugera forma de ferradura, cridant-se Anfiteatro al pis superior. Amb la conversió dels estadis a "Tots asseguts", ambdues graderies van canviar el seu nom a Popular Baja i Popular Alta. La graderia del fons contrari, Herradura, va veure reduïda la seua curvatura per a homogeneïtzar-la amb Popular. Herradura és més cara que Popular, ja que no li afecta la posada de sol en els partits vespertins.
El 2003 van començar les obres per a convertir l'antic terraplé annex a l'Estadi en un centre comercial amb aparcaments, l'entrada dels quals en funcionament es va consumar a mitjan 2006. També està en l'aire un antic projecte de Javier Pérez Pérez, Tinerfia, que pretenia traslladar el poliesportiu municipal, actualment al costat de l'Estadi, i peatonalitzar el Carrer San Sebastián, per a convertir els terrenys propers de l'Estadi en un gran centre d'oci.